# 威廉·卡尔贝里
威廉·卡尔贝里（瑞典語：Vilhelm Carlberg，1880年4月5日—1970年10月1日），瑞典男子射击运动员。他曾代表瑞典参加1908年、1912年和1924年夏季奥林匹克运动会射击比赛，共获得三枚金牌和四枚银牌。